# Leiopsammodius acei
Leiopsammodius acei är en skalbaggsart som beskrevs av Harpootlian, Gordon och Robert E. Woodruff 2000. Leiopsammodius acei ingår i släktet Leiopsammodius och familjen Aphodiidae. Inga underarter finns listade i Catalogue of Life.